# Bitardo
El Bitardo es un animal legendario que los Bitardos veneran. Son miembros de la Orden del Venerado Bitardo o Ordre du Vénéré Bitard (Loué Soit-Il !), una hermandad de entusiastas con sede en Poitiers (Francia) que mantienen ciertas tradiciones, como ser el rally de los bitardos y cierta vestimenta.
François Rabelais (1494?-1553), que residió en Poitiers durante muchos años atribuye las orígenes del Bitardo a Pantagruel. 

## Semana del estudiante
Todos los años, en primavera, se realiza un festival que dura una semana denominado la Semana 69 del estudiante. En la ciudad de Poitiers se organiza el famoso Bitardbourg. Se destiva por beberse toda la semana aperitivos, mientras hay actividades y fiesta a lo largo de todo el día.

## Jerarquía de la Orden
La Orden del Bitardo es presidida por el  Grand Maistre  (Gran Maestre). Está formada de una parte por dignatarios como los Commandeurs (Comendadores) y Chevaliers (Caballeros), y de otra parte por los novices (novicios) y las chabousses. Los estudiantes ingresan a la Orden del Bitardo como novicios. Luego de que ha demostrado que es digno de confianza, se dice que el estudiante se encuentra capacitado para ser un dignatario.

## Tradiciones de vestimenta
Los bitardos utilizan una Fluche, que es una gorra tradicional de los estudiantes de Francia, con cierto diseño y códigos característicos. El faluche de los dignatarios bitardos está decorado con un chevrón. Junto con esta gorra, los bitardos se ponen una capa cuyo color es indicativo de su rango dentro de la Orden.